# 善福寺 (杉並区善福寺)
善福寺（ぜんぷくじ）は、東京都杉並区善福寺にある曹洞宗の寺院。
なお、当寺の名称は、従来からの地名の善福寺に基づき改称した結果、善福寺となった。したがって当寺が地名の由来となったわけではない。

## 歴史
創建年代は不明であるが、御堂阿闍梨によって開山された。元々の名称は「福寿庵」（山号「無量山」）であり、浄土系の宗派の寺院だと推測される。
1709年（宝永6年）に観泉寺の下で曹洞宗に転宗したといわれている。寺内には、浄土系時代の住職の墓が残っている。
1942年（昭和17年）、地名の由来となった廃寺「善福寺」にちなみ、「善福寺」に改称した。

## 廃寺「善福寺」
善福寺公園の善福寺池のほとりにあったという寺院である。正確な開山・廃寺年代や所属宗派は不明である。19世紀の地誌『新編武蔵風土記稿』では、廃寺年代を「先年」としか記していない。港区の善福寺と関係があるという説もある。

## 交通アクセス
- 西武新宿線上石神井駅より徒歩12分。
- 中央線快速荻窪駅・西荻窪駅・吉祥寺駅よりバス(関東バス・西武バス)「善福寺」下車